# Bahnhof Bella Center
Bella Center ist eine oberirdische U-Bahn-Station in der dänischen Hauptstadt Kopenhagen, im Stadtteil Ørestad. Die Station wird von der Linie M1 des Kopenhagener U-Bahn-Systems bedient. Der Name leitet sich von dem nahegelegenen Kongresszentrum Bella Center ab. In unmittelbarer Nähe befindet sich das Bella Sky Hotel, das größte Hotel Skandinaviens.
Die Station in Hochlage wurde am 19. Oktober 2002 für den neuerbauten U-Bahn-Abschnitt Vestamager–Nørreport eröffnet. Es bestehen Umsteigemöglichkeiten zu diversen Buslinien.